# Gennaro de Gemmis
Gennaro de Gemmis (Bari, 19 novembre 1904 – Milano, 22 marzo 1963) è stato un ingegnere, agronomo e bibliografo italiano.

## Biografia
Gennaro de Gemmis è stato barone, discendente da un'antica e prestigiosa famiglia di Terlizzi che vantava avi che ricoprirono incarichi di grande prestigio negli alti gradi dell'amministrazione borbonica, altri distintisi nella cultura, negli studi giuridici, economico-politici, altri nella gerarchia ecclesiastica.
Suo nonno, Nicola de Gemmis era stato giurista e patriota del Regno d'Italia, nominato primo sindaco di Bari da Giuseppe Garibaldi. De Gemmis si laureò nel 1928 in ingegneria presso l'Università di Napoli e poi in chimica a Roma, sempre col massimo dei voti.
Negli anni Trenta aprì a Budapest una società di importazione dall'Italia di pietra di Trani. A causa della lunga inerzia imposta all'attività commerciale dal secondo conflitto mondiale si dedicò a quello che aveva appreso dalla madre, la nobile Teresa Sylos Labini di Bitonto: il gusto per l'arte e la cultura.
Iniziò così a collezionare carte e libri antichi, oggetti d'arte, cimeli, reperti ed antiquariato in genere, presso archivi privati e pubblici, famiglie nobili decadute e soprattutto chiese.
Inizialmente conservò le sue collezioni a palazzo de Gemmis a Bari, in piazza Garibaldi. Nel dicembre 1943 gli alleati requisirono per uso militare il palazzo e l'ing. de Gemmis fu costretto a trasferirsi in una villa a Trani mentre la collezione fu posta in una villa nei pressi di Terlizzi, villa di San Giuliano, conosciuta anche col nome di "villa dei porci" per via delle statue rappresentanti scrofe poste a lato di uno dei viali di accesso.
Intanto continuò le sue ricerche presso aste, mercatini, nobili decaduti e non e chiese, in Puglia, in tutta Italia ma anche all'estero, come negli Stati Uniti.
Numerosi furono gli studiosi che si interessarono della sua raccolta tanto che Terlizzi, negli anni dell'immediato dopoguerra, venne alla ribalta della notorietà tra gli studiosi italiani e stranieri grazie alla raccolta bibliofila ed artistica di villa San Giuliano. Un assiduo frequentatore ne fu Benedetto Croce, amico intimo del Barone.
Accanto a questo impegno culturale il Barone de Gemmis amministrò il suo patrimonio fondiario costituito da diverse migliaia di ettari di terre tra Bari e Taranto e creò anche una stazione agraria sperimentale a Terlizzi, specializzata in floricoltura, con tecniche avanzate e serre attrezzate. Nei suoi numerosi esperimenti di botanica ideò alberi di pere a sviluppo orizzontale con lo scopo di ridurre la distanza tra le piante e così i tempi ed i costi di raccolta dei frutti.
Per primo sperimentò metodi che oggi sono alla base della coltivazione dei fiori e condusse esperimenti di modificazione genetica su piante per permetterne la coltivazione alle latitudini alle quali viveva. Le sue serre furono ricche di piante grasse tra le più rare al mondo, tra cui duecento bulbi di tulipani rarissimi, acquistate nei suoi viaggi in ogni parte del mondo.
Il 18 febbraio 1952 il Barone de Gemmis donò alla Provincia di Bari l'immensa raccolta costituita da ventimila libri e centomila documenti pergamenacei e cartacei. Il 15 maggio 1960 fu inaugurata la Biblioteca Provinciale "de Gemmis", oggi ospitata nella Chiesa di Santa Teresa dei Maschi, diretta dal Barone fino alla sua morte.
Morì celibe, in circostanze tragiche e misteriose, forse suicida, a Milano il 22 marzo 1963.

## Onorificenze
- Col decreto del 13 marzo 1947 firmato dal capo dello Stato fu nominato deputato della Deputazione di storia patria per la Puglia, oggi Società di Storia Patria per la Puglia.
- Il 29 marzo 1947 l'Accademia Pugliese delle Scienze gli conferì il titolo di “Accademico per la classe di Scienze naturali”
- Ispettore onorario delle Antichità e monumenti del Mezzogiorno d'Italia